# Hebbani, Malavalli
Hebbani là một làng thuộc tehsil Malavalli, huyện Mandya, bang Karnataka, Ấn Độ.